# Bezetting van Wounded Knee
De bezetting van Wounded Knee was een bezetting van het dorp Wounded Knee in de Amerikaanse staat South Dakota door zo'n 200 Oglala Lakota-indianen en activisten van de American Indian Movement (AIM) van 27 februari 1973 tot 8 mei 1973. De actievoerders bezetten het dorp, waar in 1890 het bloedbad van Wounded Knee had plaatsgevonden, om de stamleider van de Oglala Sioux Tribe die het Pine Ridge Indian Reservation bestuurt, Richard Wilson, tot aftreden te dwingen en uit protest tegen de Amerikaanse overheid die de historische verdragen met indianenvolken niet respecteerde. Zo'n 1000 politieagenten en militairen omsingelden het dorp tot een wapenstilstand werd overeengekomen op 5 mei.

## Context
Het Pine Ridge Indian Reservation worstelde met aanhoudende armoede, wanbestuur en interne strubbelingen. Misdaden van blanken uit naburige county's op Lakota werden amper vervolgd. Bovendien werd de stamleiding, met Richard Wilson aan het roer vanaf 1972, geplaagd door controverse. Tegenstanders beschuldigden Wilson van autoritair bestuur, corruptie, nepotisme, geweld tegen politieke tegenstanders en te nauwe banden met de gewantrouwde federale overheid.

## Bezetting
In februari 1973 nodigden critici van Wilson activisten van American Indian Movement (AIM) uit om hun situatie te bespreken. Vanaf 27 februari bezetten ze gezamenlijk het dorp Wounded Knee. Ze eisten het ontslag van Wilson alsook nieuwe verdragsonderhandelingen met de federale overheid. Honderden indianen en activisten reisden naar Wounded Knee om de actie kracht bij te zetten.
De overheid blokkeerde toegangswegen en stuurde zwaarbewapende troepen. Elektriciteit, stromend water en voedselaanvoer werden afgesneden. Meermaals werd er heen en weer geschoten.
Hoewel de media amper toegang kregen, genoten de indianen brede steun voor hun actie, onder andere van Afro-Amerikaanse burgerrechtenactivisten.
Na meer dan twee maanden werd het verzet gebroken en werden er 1200 demonstranten gearresteerd.

## Nalatenschap
De gebeurtenissen inspireerden indianen over het hele land en leidden geleidelijk tot verandering op het reservaat, zoals een herwaardering van inheemse tradities.
Wilson bleef aan na het incident en zijn bestuur bleef geplaagd door schandalen. In die periode stierven meer dan 50 politieke tegenstanders van Wilson een gewelddadige dood. Uiteindelijk werd Wilson in 1976 niet herverkozen en verliet hij het reservaat. 
Internationaal werd de naar aanleiding van de gebeurtenissen in Wounded Knee, zowel die in 1890 als die in 1973, geschreven song We Were All Wounded at Wounded Knee door Redbone een hit.